# 渡辺万男
渡辺 万男（わたなべ かずお、1924年（大正13年）7月15日 - 1988年（昭和63年）5月28日）は、日本の政治家。山梨県富士吉田市長（1期）。

## 来歴
山梨県出身。私立瑞穂実業学校卒。富士吉田市連合青年団長、山梨県青年団協議会副会長、富士吉田市農業委員、同市議会議員を経て、1975年、山梨県議会となる。県議を2期務めた後、1983年の富士吉田市長選挙に立候補し当選した。富士吉田市長は1期務め、1987年贈収賄罪で逮捕され、市長を辞職。翌年裁判中に死去した。